# Alejandra Llamas
Alejandra Llamas (15 de agosto de 1970, Ciudad de México) es una escritora mexicana nacionalizada estadounidense. Es autora de los libros El Arte de la Pareja, El Arte de Educar, Maestría de Vida, El Arte de Conocerte, y Una Vida Sin Límites, publicados por Penguin RandomHouse. Es la fundadora del instituto de coaching MMK.

## Biografía
Alejandra Llamas nació el 15 de agosto de 1970 en la Ciudad de México, hija de Cecilia Vidales y Federico Llamas. En 1993 recibió un grado en diseño textil en la Universidad Iberoamericana. En 1996 inició su primer negocio, la galería de arte Modifica, dedicada al diseño artístico. En 1999, Llamas se trasladó a Miami, Florida para trabajar en la industria de la música con RLM Management, promocionando artistas como Miguel Bosé, Mecano y Alejandro Sanz, entre otros.
En 2006 empezó a escribir su primer libro, titulado Una Vida Sin Límites y publicado por Penguin/Random House en 2009. En 2012, nuevamente a través de Penguin/Random House, publicó su segundo libro en español: El Arte de Conocerte, seguido por su versión en inglés titulada The Art of Self Awareness. En el 2014 escribió Maestría de Vida junto a la presentadora de televisión y actriz mexicana Gloria Calzada. En abril de ese mismo año publicó su cuarto libro con Penguin/Random House titulado El arte de educar: Técnicas de coaching para guiar a nuestros hijos
Alejandra Llamas actualmente es educadora y creadora del Instituto de coaching MMK, basado en el yoga y la meditación guiada. Frecuentemente es invitada a programas de radio y televisión para explicar sus técnicas de autosuperación y conocimiento personal.

## Matrimonio y descendencia
Alejandra Llamas está casada con Genaro Díaz, un empresario. Tienen dos hijos, Patricio y Hana.